# Odložená nidace

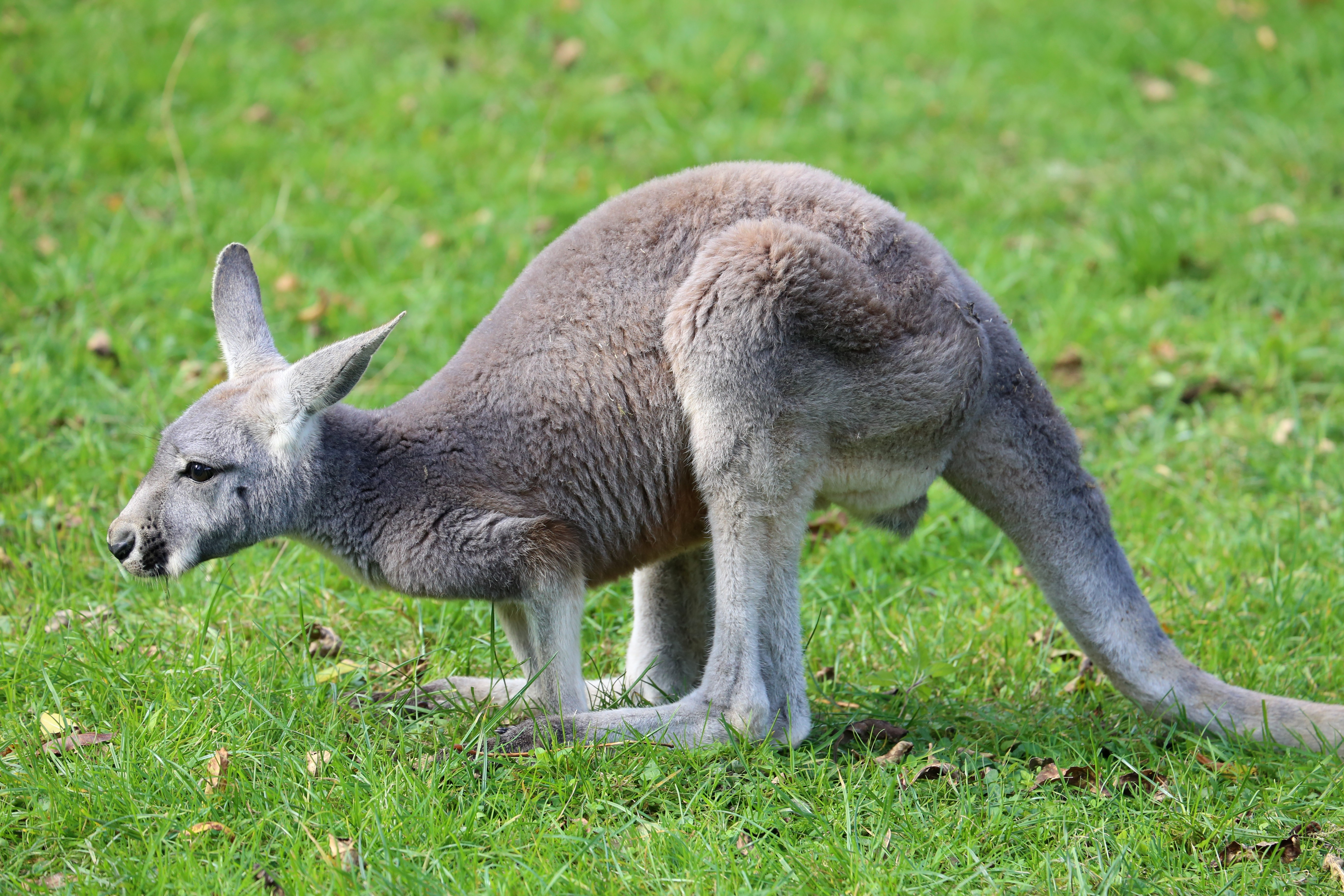
Samice klokana rudého (Macropus rufus)

Odložená nidace (případně utajená březost, prodloužená březost či období latence) je schopnost některých druhů živočichů odložit porod mláďat do pozdější doby, většinou do doby s hojností potravy. Oplodněné vajíčko zůstává ve stadiu blastocysty až do nidace, probíhající později než je obvyklé.
Mezi živočichy se schopností odložené nidace patří například lasice hranostaj, rosomák, panda červená, klokan rudý, srnec obecný, medvěd lední nebo lachtan hřivnatý.